# Jason Merrells
Jason Scott Merrells (* 2. November 1968 in Epping, Essex, England) ist ein britischer Schauspieler und Filmregisseur.

## Leben
Merrells wurde am 2. November 1968 in Epping geboren. Sein älterer Bruder ist der Schauspieler Simon Merrells. Er besuchte von 1980 bis 1986 die Buckhurst Hill County High School. Später studierte er an der University of Chichester. In erster Ehe war er mit Judith Hurley verheiratet. Die beiden wurden Eltern zweier Kinder. Ab 1999 war er mit Zerlina Hughes verheiratet, mit der er ebenfalls zwei Kinder zeugte. Seit 2012 ist er mit der Schauspielerin Emma Lowndes verheiratet, mit der er ein Kind hat. Insgesamt hat er fünf Kinder aus drei Beziehungen.
Mitte der 1990er Jahre wirkte Merrells in 70 Episoden der Fernsehserie Casualty in der Rolle des Matt Hawley. 1999 übernahm er die Rolle des Chris Mulder im Film Do Not Disturb. Anfang der 2000er Jahre mimte er größere Serienrollen in Clocking Off, Cutting It und Sweet Medicine. 2007 wirkte er mit der Royal Shakespeare Company am Courtyard Theatre in Stratford-upon-Avon mit. Gegen Ende dieses Jahrzehnts folgten die Serienrolle des Jack Rimmer in Waterloo Road und James Dowland in Von Lark Rise nach Candleford. Von 2010 bis 2014 war er in der Rolle des Declan Macey in 621 Episoden der Fernsehserie Emmerdale zu sehen. 2015 spielte er die Rolle des David in der Fernsehserie Safe House. Seit 2016 stellt er die Rolle des Sir Charles Fraith in der Fernsehserie Agatha Raisin dar. 2021 war er als Harry in Finding Alice zu sehen.

## Filmografie (Auswahl)

### Schauspiel
- 1994–1997: Casualty (Fernsehserie, 70 Episoden)
- 1995: To Die For
- 1997: Thief Takers (Fernsehserie, Episode 3x05)
- 1997: The Bill (Fernsehserie, Episode 13x150)
- 1998: Verdict (Fernsehserie, Episode 1x03)
- 1999: Queer as Folk (Fernsehserie, 3 Episoden)
- 1999: Do Not Disturb
- 2000: Small Time Obsession
- 2000: Calling the Wild (Fernsehfilm)
- 2000–2001: Clocking Off (Fernsehserie, 12 Episoden)
- 2000–2002: Fat Friends (Fernsehserie, 3 Episoden)
- 2002: A Touch of Frost (Fernsehserie, 2 Episoden)
- 2002: Inspector Lynley (The Inspector Lynley Mysteries, Fernsehserie, Episode 1x05)
- 2002: Projekt Machtwechsel (The Project, Fernsehfilm)
- 2002–2005: Cutting It (Fernsehserie, 25 Episoden)
- 2003: Sweet Medicine (Fernsehserie, 10 Episoden)
- 2005: The Afternoon Play (Fernsehserie, Episode 3x01)
- 2005: The Jealous God
- 2005: Where the Heart Is (Fernsehserie, Episode 9x10)
- 2006: Murder City (Fernsehserie, Episode 2x01)
- 2006–2008: Waterloo Road (Fernsehserie, 27 Episoden)
- 2009: Von Lark Rise nach Candleford (Lark Rise to Candleford, Fernsehserie, 11 Episoden)
- 2010: Agatha Christie’s Marple (Fernsehserie, Episode 5x01)
- 2010–2014: Emmerdale (Fernsehserie, 621 Episoden)
- 2015: Death in Paradise (Fernsehserie, Episode 4x07)
- 2015: Safe House (Fernsehserie, 4 Episoden)
- 2015: Elsewhere (Kurzfilm)
- 2016: Bumps (Kurzfilm)
- seit 2016: Agatha Raisin (Fernsehserie)
- 2019: Inspector Barnaby (Midsomer Murders) Fernsehserie, Staffel 20, Folge 1: Mord nach altem Rezept (The Ghost Of Causton Abbey)
- 2019: Jesus – Sein Leben (Jesus: His Life, Fernsehserie, 5 Episoden)
- 2019: Trick or Treat
- 2020: Der junge Inspektor Morse (Endeavour, Fernsehserie, Episode 7x02)
- 2021: Finding Alice (Fernsehserie, 6 Episoden)

### Regie
- 2008: Le petit mort (Kurzfilm)
- 2009: River City (Fernsehserie, 2 Episoden)
- 2021: Fellow Creatures (Kurzfilm)